# Maurice Lafont
Maurice Lafont (Villeneuve-Saint-Georges, 13 de setembro de 1927 - 8 de abril de 2005) foi um futebolista e treinador francês que atuava como defensor.

## Carreira
Maurice Lafont fez parte do elenco da Seleção Francesa de Futebol, na Copa do Mundo de 1958. 

## Honras
- Copa do Mundo de 1958: 3º Lugar